# Ängste (Tschechow)

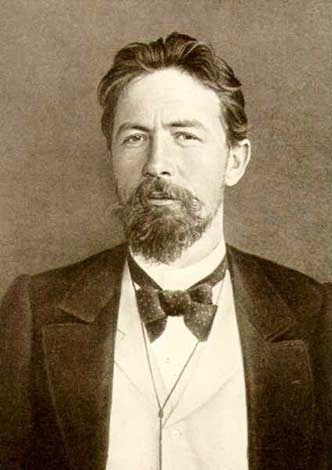
Anton Tschechow

Ängste (russisch Страхи, Strachi) ist eine Kurzgeschichte des russischen Schriftstellers Anton Tschechow, die am 16. Juni 1886 in der Tageszeitung Peterburgskaja gaseta erschien.

## Inhalt
Zeitlebens hatte der anonyme Erzähler nur drei erwähnenswerte Angstzustände gehabt. Und zwar beim Anblick des Lichts in einem Kirchenfenster, eines einzelnen Güterwagens und eines Hundes.
Da fuhr er an einem Juliabend nach einem Gewitterguss auf die Poststation nach Zeitungen und hielt auf dem Hinweg nach Sonnenuntergang vor der Ostseite eines ihm bekannten Dorfes. Aus einem der Kirchenfenster am Glockenturm leuchtete ein Flämmchen. Der Widerschein eines Lichts von außen konnte es nicht sein. Er wusste, in dem Glockenstuhl befanden sich nur Balken, Staub und Spinnen; keine Lichtquellen. Der junge Bursche in der Begleitung des Erzählers bekam auch Angst vor der unerklärlichen Erscheinung. Der Erzähler gab dem Pferd die Peitsche. Eine reichliche Stunde später auf der Rückfahrt blieb an jenem Turm alles dunkel.
Auf dem Heimwege von einem Rendezvous ging der Erzähler noch vor dem Morgengrauen an der Bahnlinie entlang. Da überholte ihn aus dem dunklen Nichts auf einem Halbkreisbogen ein einzelner Güterwagen in hohem Tempo. Vor lauter Angst rannte der Überholte los und verlangsamte erst – außer Atem – am Bahnwärterhäuschen. Der Bahnwärter hatte die Erklärung: An der Steigung musste sich der letzte Wagen vom Güterzug losgerissen haben.
Und als der Erzähler einmal im zeitigen Frühjahr von Schnepfenstrich nach Hause ging, verfolgte ihn in der Abenddämmerung ein unbekannter Neufundländer. Der Verfolgte, der alle Hunde der Gutsbesitzer in der Umgebung kannte, konnte auf einmal den hartnäckigen Blick aus den fremden Hundeaugen nicht mehr ertragen. Und wieder – wie bei dem Licht vom Glockenturm und dem Güterwagen – musste er Hals über Kopf flüchten. Daheim erwartete den Erzähler ein alter Freund. Dieser hatte sich auf der Kutschfahrt durch den Wald verirrt und dabei seinen treuen Hund verloren.

## Verwendete Ausgabe
- Gerhard Dick (Hrsg.), Wolf Düwel (Hrsg.): Anton Tschechow: Gesammelte Werke in Einzelbänden: Ängste. S. 553–560 in: Gerhard Dick (Hrsg.): Anton Tschechow: Vom Regen in die Traufe. Kurzgeschichten. Aus dem Russischen übersetzt von Ada Knipper und Gerhard Dick. Mit einem Vorwort von Wolf Düwel. 630 Seiten. Rütten & Loening, Berlin 1964 (1. Aufl.)[1]